# Andrés Goñi
Andrés Goñi (Pamplona, 1865 - ?) fou un músic espanyol.
Estudià violí i composició, arribant a ser un notable concertista, i com a tal es feu aplaudir arreu d'Espanya i l'estranger, però després es dedicà principalment a dirigir concerts a Donostia i després fou director de la Reial Acadèmia de Música, on entre d'altres molts alumnes tingué a Benetó Martínez, també fou professor del Conservatori de Lisboa a Portugal.